# الیا کاپریل
الیا کاپریل (انگلیسی: Elia Caprile؛ زادهٔ ۲۵ اوت ۲۰۰۱) بازیکن فوتبال اهل ایتالیا است که به صورت قرضی برای باشگاه امپولی بازی می‌کند.